# Домогаров Олександр Юрійович
Олексáндр Ю́рійович Домогáров (нар. 12 липня 1963, Москва) — радянський і російський актор театру і кіно, народний артист Російської Федерації (2007).

## Біографія
Народився 12 липня 1963 року в Москві, закінчив середню і музичну школу № 36 ім. Стасова в 1980 р. В 1984 закінчив Вище театральне училище імені М. С. Щепкіна, де займався в майстерні В. І. Коршунова.
Служив в Малому театрі, в Театрі Радянської Армії, а з 1995 є актором Московського театру імені Моссовета. На цій сцені він грає Марата у виставі «Мій бідний Марат», Сірано у виставі «Сірано де Бержерак», доктора Джекіла і містера Хайда в музичному спектаклі «Дивна історія доктора Джекіла і містера Хайда» (російська версія бродвейського мюзиклу " Джекіл і Хайд "), де виконує складні вокальні партії, а також Астрова у виставі " Дядя Ваня ". Актор також брав участь в постановках інших театрів: заголовні ролі в спектаклях «Ніжинський, божевільний Божий клоун» в Московському театрі на Малій Бронній і «Макбет» у Краківському театрі «Богателла», польською мовою.
У кіно знімається з 1984 року, дебютував у картині «Спадщина», режисера Георгія Натансона.
Велику популярність приніс акторові історичний телесеріал «Графиня де Монсоро». Не меншим успіхом користуються детективно-пригодницькі серіали — «Бандитський Петербург» та «Марш Турецького».
На світову кіноарену вийшов завдяки фільму Єжи Гофмана «Вогнем і мечем», в якому він зіграв козацького полковника Юрка Богуна. В Польщі актор також знявся у фільмі «На кінець світу», а в Швеції — в картині "Пірнальник ".
В соціальних мережах висловився на підтримку Путіна, вилаявшись при цьому і запропонувавши всім «тявкаючим» виїхати з Росії.

## Сім'я
- Батько Юрій Львович Домогаров (1915—1991)[4], до війни знявся у фільмі «Суворов» у ролі генерала Платова, учасник Другої Світової війни, після другого курсу ВДІКу. Був нагороджений орденом Бойового Червоного Прапора і ще більше 20 орденами і медалями, після війни працював директором-розпорядником Москонцерту, потім директором Росконцерту, в 1970-х рр., за наказом Фурцевої був призначений керуючим «СоюзАтракціону». У 1971 році організував в Москві першу всесвітню виставку атракціонів, потім був директором Центрального дитячого академічного музичного театру ім. Н. Сац.
- Мати Наталя Петрівна Домогарова (1928 — червень 2002 року)
  - Брат Андрій Юрійович Домогаров (1953) — закінчив Московський автодорожній інститут, став кандидатом технічних наук, викладає в тому ж інституті.[5]

## Приватне життя
- Перша дружина Сагоян Наталія Едуардівна.
  - Син Дмитро, (7 січня 1985 — 7 червня 2008), загинув в ДТП.
- Друга дружина — Гуненкова Ірина Анатоліївна.
  - Син актор Олександр Домогаров-мол., народ. 7 лютого 1989[6], студент Вищого театрального училища ім. Щепкіна.
- Третя дружина — Наталія Громушкіна (шлюб з 2001 — розлучилися 20 січня 2005).
- Зустрічався з актрисою Мариною Александровою.

## Визнання та нагороди
- 2002 — Найкращий російський артист в зарубіжному фільмі (Кінофестиваль «Сузір'я — 2000»)
- 2007 — Народний артист Російської Федерації

### Ролі в театрі
- 1984 -Арман Дюваль- «Дама з камеліями», за романом А. Дюма ' '/ Центральний театр Радянської Армії
- 1986 -Директор- «Дерева помирають стоячи», за п'єсою А. Касона,/ Центральний театр Радянської Армії
- 1986 -Макдуф- «Макбет», за п'єсою У. Шекспіра,/ Центральний театр Радянської Армії
- 1995 -Марат- «Мій бідний Марат», за п'єсою А. Арбузова, / Театр ім. Моссовета
- 1996 -Дмитро- «Мандрівники що біжать», за п'єсою А. Казанцева,/ Театр ім. Моссовета
- 1997 -Жорж Дюруа- «Милий друг», за романом Гі де Мопассана,/ Театр ім. Моссовета
- «Ім'я дивного Потьомкіна …» (Набуття) -Платон Зубов
- 2000 -Макбет- «Макбет», за п'єсою У. Шекспіра ,/ Театр «Багателла», Краків
- «Моя професія — синьйор з товариства» Дж. Скарніччі, Р. Тарабузі
- «Чоловічий сезон» -Арсеній
- «Ніжинський, божевільний Божий клоун» Гленна Бламстейна -Вацлав Ніжинський

«Він прийшов» -Джеральд Крофт
- «Павло I» -Олександр
- «Злочин і кара» Ф. М. Достоєвського -Раскольников
- «Сірано де Бержерак» Е. Ростана -Сірано
- «Дивна історія доктора Джекіла і містера Хайда» -Джекіл / Хайд
- «Дядя Ваня» -Астров
- "Три сестри" - Вершинін
- "Вишневый сад" - Гаєв
- "Генрі і Еллен" - Генрі Ірвінг
- "Сцени з подружнього життя" - Іван
- "Річард III" - Річард III

## Фільмографія
1. 1984 — Спадщина
2. 1985 — Лиха біда початок
3. 1986 — Виклик
4. 1986 — Михайло Ломоносов -Олександр Сумароков
5. 1987 — Асса -Олександр I
6. 1988 — Чоловік і дочка Тамари Олександрівни
7. 1988 — І світло в темряві світить
8. 1989 — Візит дами -кіноактор
9. 1990 — Роби — раз! -Молодший сержант
10. 1991 — Кров за кров -Бубусь
11. 1992 — Гардемарини 3 -Павло Горін
12. 1993 — Якщо б знати
13. 1993 — Помста блазня
14. 1993 — Шейлок
15. 1994 — Хрест Милосердя
16. 1996 — Білий танець -Микита
17. 1997 — Графиня де Монсоро -граф Луї де Клермон де Бюсси д `Амбуаз
18. 1997 — Королева Марго -де Бюсси
19. 1999 — Вогнем і мечем — Іван Богун- режисер Єжи Гоффман
20. 1999 — На кінець світу -Віктор
21. 1999 — Що сказав небіжчик -агент головоріз
22. 2000 — Марш Турецького -Олександр Турецький
23. 2000 — Імперія під ударом -Гапон
24. 2000 — Бандитський Петербург. Фільм 1. Барон (Серіал) -Андрій Серьогін / Обнорський
25. 2000 — Гра на виліт — режисер Костянтин Одегов
26. 2001 — Бандитський Петербург. Фільм 2. Адвокат -Андрій Серьогін / Обнорський
27. 2001 — Я — лялька -Віктор Воробйов- режисер Юрій Кара
28. 2001 — Соломія -Дмітріцкій, глушиною- режисер Леонід Пчолкін
29. 2001 — Норець — режисер Ерік Густавсон
30. 2001 — Одна червнева ніч -Едмунд- режисер Анджей Вайда
31. 2002 — Марш Турецького 2 -Олександр Турецький
32. 2003 — Бандитський Петербург. Фільм 3. Крах Антибіотика -Андрій Серьогін / Обнорський
33. 2003 — Марш Турецького 3 -Олександр Турецький
34. 2003 — Навіщо тобі алібі? -Ігор
35. 2003 — Ідіот -Євген Павлович Радомський
36. 2003 — Медовий місяць -Андрій
37. 2003 — Якщо нам доля … -Олександр Власов, актор
38. 2003 — Жіночий роман -Олег Єрмаков
39. 2004 — Попіл «Фенікса» -Тимур
40. 2004 — Вузький міст -Анатолій Гладирем
41. 2004 — Втратили сонце -Антон Челишев
42. 2005 — Зірка епохи (Любов в тобі як лихо) -Костянтин Семенов
43. 2005 — Сатисфакція -Олександр Шуленін
44. 2006 — Бандитський Петербург. Фільм 4. Арештант -Андрій Серьогін / Обнорський
45. 2006 — Бандитський Петербург. Фільм 5. Опер -Андрій Серьогін / Обнорський
46. 2006 — Бандитський Петербург. Фільм 6. Журналіст -Андрій Серьогін / Обнорський
47. 2006 — Вовкодав з роду Сірих Псів -Людожер
48. 2006 — Граф Монтенегро -Михайло Милорадович
49. 2006 — Темний інстинкт -Дмитро Корсаков
50. 2006 — Заступник -Яків Агранов
51. 2007 — Стікс
52. 2007 — Гріх -Мастак
53. 2007 — Інді -Арсеній
54. 2007 — Мальовнича авантюра
55. 2007 — Глянець -Клименко
56. 2007 — Повернення Турецького -Олександр Турецький
57. 2008 — Спадщина -Станіслав Прохоров
58. 2008 — Не відрікаються люблячи -Гліб Кримов
59. 2008 — Біла ніч, ніжна ніч -Власов
60. 2009 — Цар -Олексій Басманов
61. 2010 — Кохання без правил -Артем Большаков
62. 2010 — Сивий мерин -Діма
63. 2011 — Таємниці палацових переворотів. Росія, століття XVIII-те. Фільм 8. Два лицарі або Полювання на принцесу -Саксонський посланник граф Моріц Лінар
64. 2011 — Варшавська битва 1920 -сотник Кришкін
65. 2011 — Моя друга половінкка -Олексій
66. 2011 — Пілот міжнародних авіаліній -Олександр Степанов